# Karl Schäffner
Karl Schäffner (* 29. Dezember 1931 in Apolda; † 8. Juni 1995 in Berlin) war ein deutscher Fußballspieler und -trainer.

## Sportliche Laufbahn
Karl Schäffner spielte bereits während des Zweiten Weltkrieges Fußball ab 1940 beim SC Apolda. Nach seiner Ausbildung zum Kaufmann ging er mit 21 Jahren 1953 zum DDR-Liga-Aufsteiger Dynamo Eisleben. Am Ende der Saison wurde er zur SG Dynamo Dresden, der Schwerpunkt-Mannschaft der Sportvereinigung Dynamo, delegiert. Dort musste er bereits nach dem 11. Spieltag im November 1954 mit der gesamten Mannschaft zum neu gegründeten SC Dynamo Berlin umziehen. Schon mit 29 Jahren beendete seine aktive Laufbahn als Fußballspieler. Er hatte hauptsächlich als Stürmer oder Mittelfeldspieler 37 Punktspiele in der Oberliga bestritten und dort sieben Tore erzielt.
1960 beendete Schäffner ein Trainer-Fachschulfernstudium begann anschließend als Trainer zu arbeiten. Von 1961 bis 1968 war er weiter bei Dynamo/BFC Berlin tätig, zunächst als Assistenztrainer unter János Gyarmati, dann Trainer der Reservemannschaft und ab 1965 als Cheftrainer. 1969 wurde er zusammen mit fünf Oberligaspielern des BFC zum Bezirksligisten Dynamo Frankfurt (Oder) delegiert, um der Mannschaft zum Aufstieg in die zweitklassige DDR-Liga zu verhelfen. Der Auftrag scheiterte, da die Mannschaft nur Platz 2 in der Bezirksliga erreichte. Schäffners nächste Station war 1970 der Oberligist BSG Stahl Riesa, wo er bis zum Abstieg der Mannschaft 1972 blieb. Von 1974 bis 1978 trainierte Schäffner Chemie Leipzig, worauf 1975 der Aufstieg in die Oberliga gelang, jedoch dort die Klasse nicht gehalten werden konnte und 1976 der Weg zurück in die Liga führte. Anschließend verpasste Chemie zweimal in Folge in den Aufstiegsspielen die Wiederkehr in die Oberliga. Daraufhin übernahm er 1978 die in der Vorsaison knapp dem Abstieg aus der DDR-Liga entronnene Mannschaft von Stahl Brandenburg. In den Folgejahren sicherte Schäffner den Klassenerhalt und führte Stahl 1983 zum Staffelsieg. In der anschließenden Aufstiegsrunde scheiterte Brandenburg wie zuvor Chemie Leipzig unter Schäffners Leitung. Mit Saisonbeginn 1984/85 übernahm Schäffner das Training bei Union Berlin. Dort gelang es ihm endlich, eine Zweitligamannschaft in die Oberliga zu führen. In den folgenden Jahren gelang es ihm, Union den Oberligaverbleib zu sichern und feierte 1986 seinen größten Erfolg, als er das Finale des DDR-Pokalwettbewerbes erreichte. Das Endspiel ging allerdings mit 1:5 gegen den 1. FC Lokomotive Leipzig verloren. Als Union nach Abschluss der Hinserie der Saison 1987/88 auf dem letzten Tabellenplatz der Oberliga stand, musste Schäffner den Klub verlassen.
Weitere Trainingsstationen sind nicht mehr übermittelt. Karl Schäffner starb am 8. Juni 1995 nach einem Herzinfarkt.